# キリスト教民主運動
キリスト教民主運動（キリストきょうみんしゅうんどう）は、中欧地域に位置するスロバキア共和国の政党である。中道右派を志向するとともに、スロバキア人ナショナリズムとキリスト教的伝統保守の傾向が強い。欧州議会では欧州人民党に所属している。

## 沿革
1989年11月のキリスト教民主主義を志向する市民団体による声明をきっかけに、1990年2月17日に設立大会を開催して発足した（政党登録は同年2月23日）。同年に行われた選挙では連邦議会両院とスロバキア国民評議会で議席を獲得して、連邦と共和国の双方で連立政権に加わった。また1991年4月から1992年6月まで党首のヤーン・チャルノグルスキー（Ján Čarnogurský）が首相を務めた。
1991年春、党内では共同国家の形態についての論争が始まり、主流派が連邦制を主張したのに対し、ナショナリズムが強いグループは国家連合を支持、両者間での対立が強まった。その結果、後者のグループはKDHを1992年3月に離脱してスロバキアキリスト教民主運動（SKDH：Slovenskékresťanskodemokratické hnutie）を結成したが、同年行われた選挙でKDHが連邦議会両院と国民評議会で議席を獲得したのに対し、SKDHは議席を確保できなかった。
1993年1月のスロバキア独立後、モラウチーク政権で与党の一員として活動した後、1994年9月の国民議会選挙を経て発足したヴラジミール・メチアル政権では野党に転じた。1997年、メチアル政権の権威主義的政権運営に反発した野党勢力が結集した選挙連合「スロバキア民主連立」（SDK：Slovenská demokratická koalícia）の結成に主導的役割を果たし、指導者の1人であるミクラーシュ・ズリンダがSDKのリーダーとなった（SDKはその後政党化）。
2000年にズリンダが新たにスロバキア民主・キリスト教連合（SDKU）を結成すると、SDKに参加していたKDH出身議員の多くがSDKUに移籍した。2002年国民議会選挙の後に発足した第2次ズリンダ政権でもKDHは引き続き与党に加わった。しかし2006年国民議会選挙でスロバキア民主キリスト教連合・民主党（SDKU-DS）を中心とする連立与党が敗北し、方向・社会民主主義（Smer-SD）を中心とするロベルト・フィツォ政権が発足した結果、KDHも野党に転じた。
4年後の2010年に行われた2010年国民議会選挙では連立政権与党であるスロバキア国民党（SNS）と人民党・民主スロバキア運動（LS-HZDS）が共に惨敗し過半数を下回ったため、SDKU-DSのイヴェタ・ラジチョヴァーを首班とする政権が発足し、KDHも与党入りした。任期を前倒しするかたちで2012年3月に行われた2012年国民議会選挙では前回より1議席増となったが、SDKU-DSなど他の連立与党は前年10月の政変（イヴェタ・ラジチョヴァー政権の崩壊）と政権スキャンダル報道が影響したことで惨敗、政権の座をSmer-SDに明け渡した。
選挙後の5月には議員2名が離党して「新しい多数派」（Nová väčšina）を結成した他、2013年2月にも議員1名が離党して市民グループを結成するなど、分裂が相次いだ。その結果、2016年3月の国民議会選挙では得票率4.94%で、結党以来初めてすべての議席を失う結果となった。この敗北を受けて、アロイズ・ヒルナが新しい総裁に選出された。